# Molas (Yucatán)
Molas es una comisaría perteneciente al municipio de Mérida, en el estado de Yucatán, en México, perteneciente a la Zona Sujeta a Conservación Ecológica Reserva Cuxtal. Se ubica a 16 kilómetros al sur de la ciudad de Mérida y cuenta con unos 2.014 habitantes. Su altitud sobre el nivel del mar es de 10 metros. Su nombre se debe al general Sebastián Molas Virgilio, anteriormente se llamaba Yaxcachalbac, que significa en maya "el gran cuerno roto".
La autoridad representativa es el Comisario Municipal, el cual es elegido mediante el voto popular y tiene una duración de 3 años, coincidentes con el ejercicio de los Ayuntamientos, con posibilidad de reelección aunque no para la gestión inmediata.

## Demografía
Según el censo de 2005 realizado por el INEGI, la población de la localidad era de 1859 habitantes, de los cuales 948 eran hombres y 911 eran mujeres.
| 240                         | 191 | 336 | 492 | 560 | 520 | 761 | 855 | 1280 | 1508 | 1636 | 1777 | 1859 | 2014 | 2401 |
| (Fuente: INEGI [Consultar]) |     |     |     |     |     |     |     |      |      |      |      |      |      |      |

## Galería

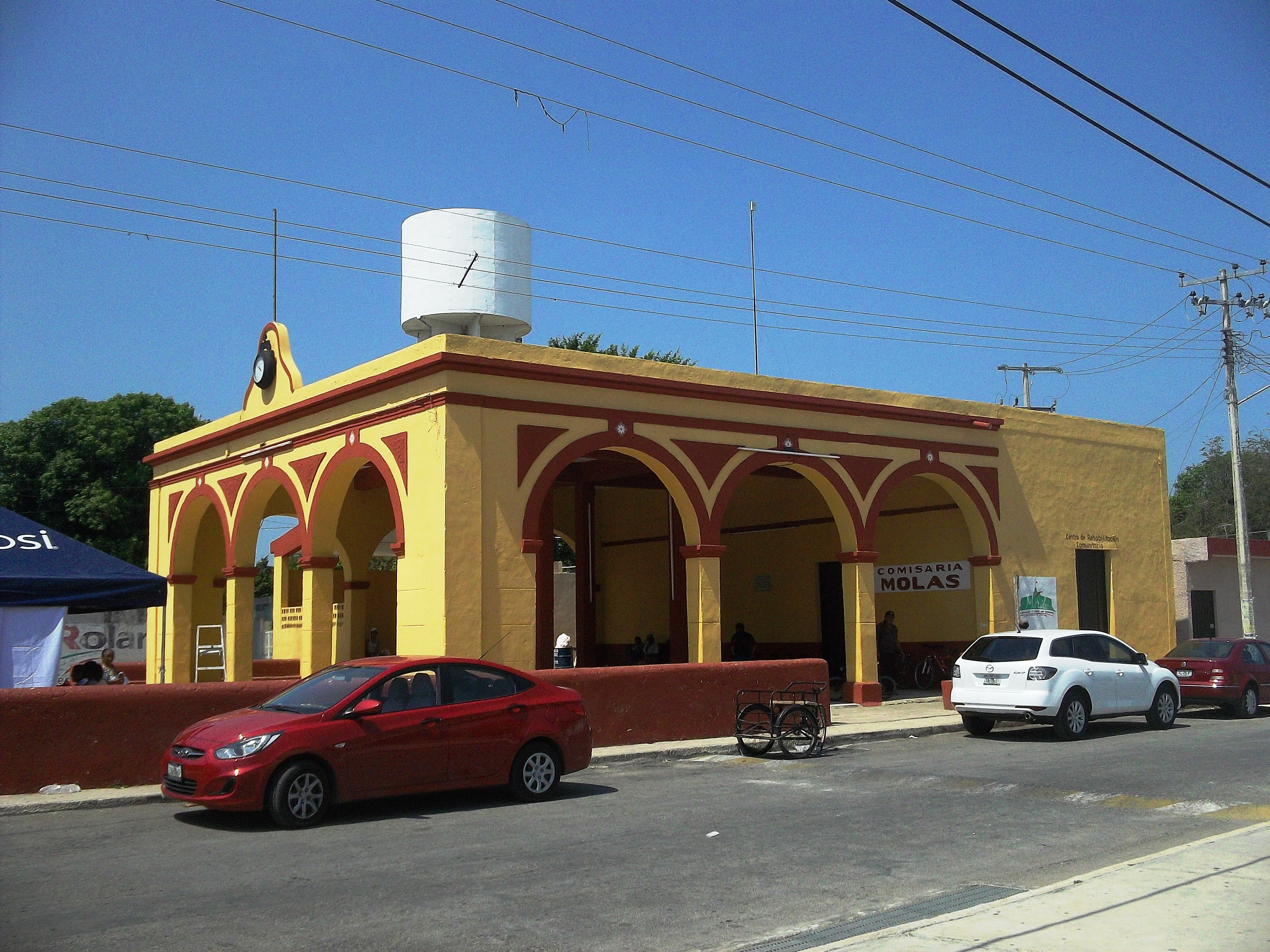
Casa comisarial de Molas.
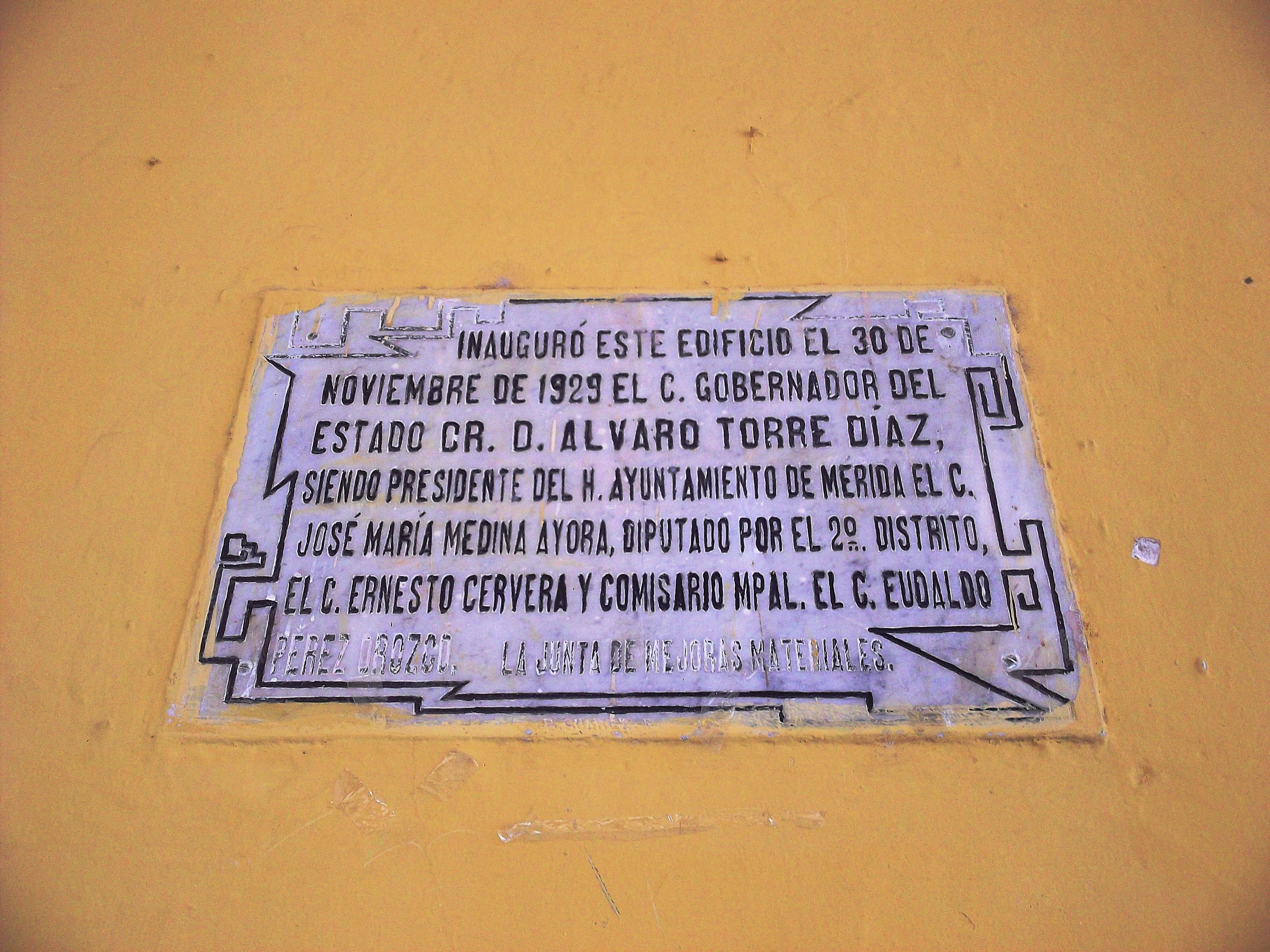
Casa comisarial de Molas.
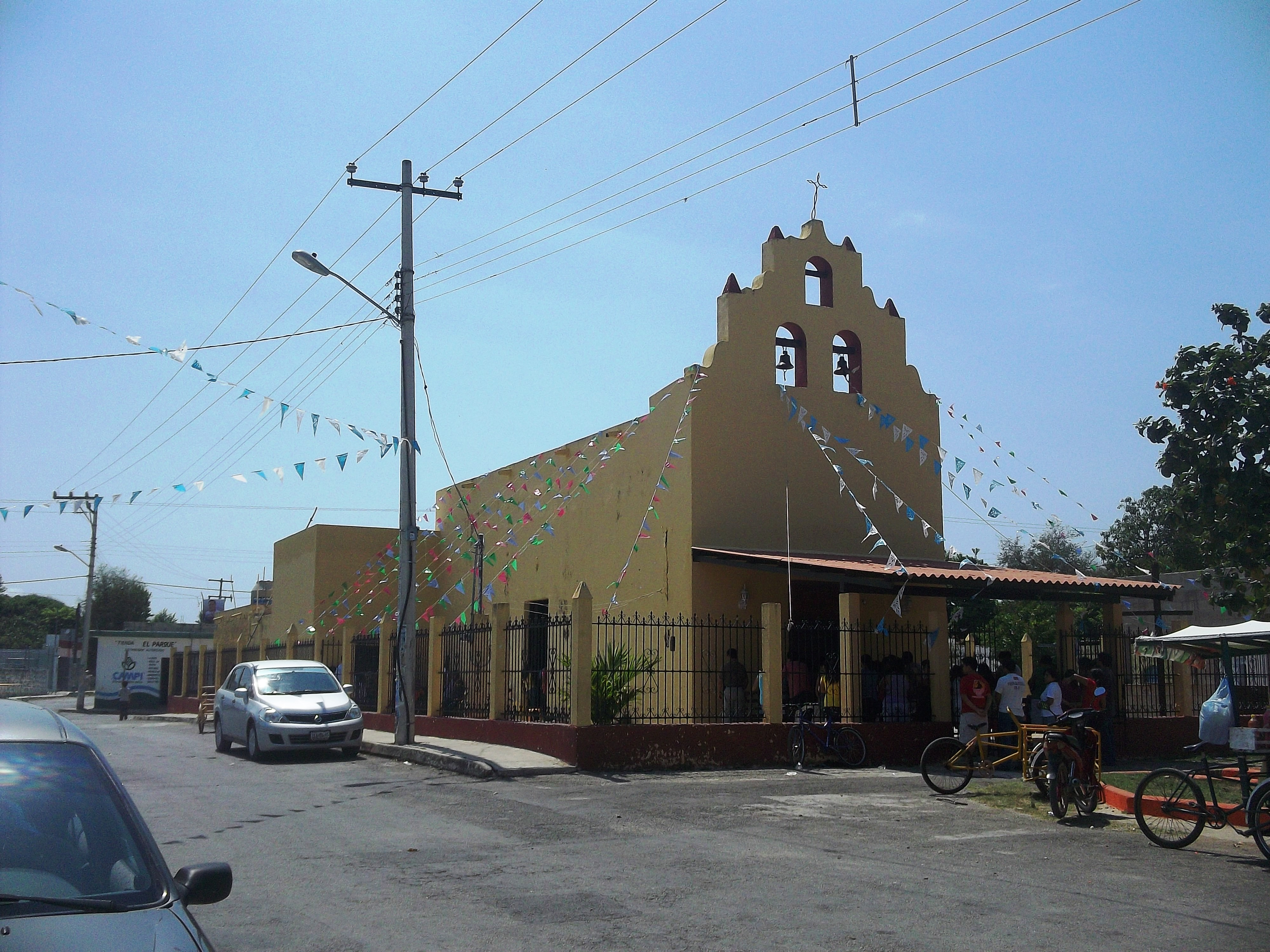
Iglesia principal de Molas.
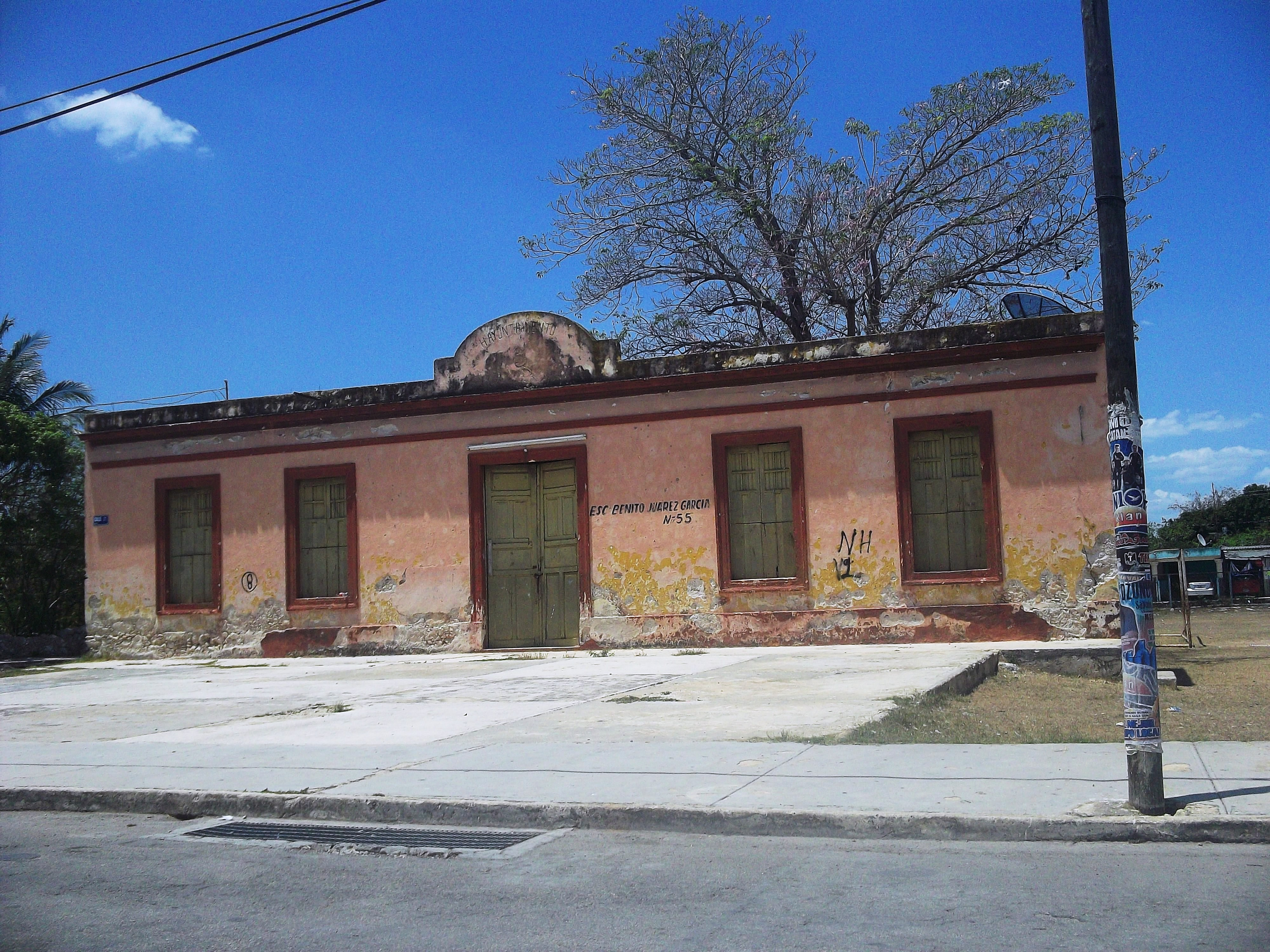
Antigua casa comisarial de Molas.
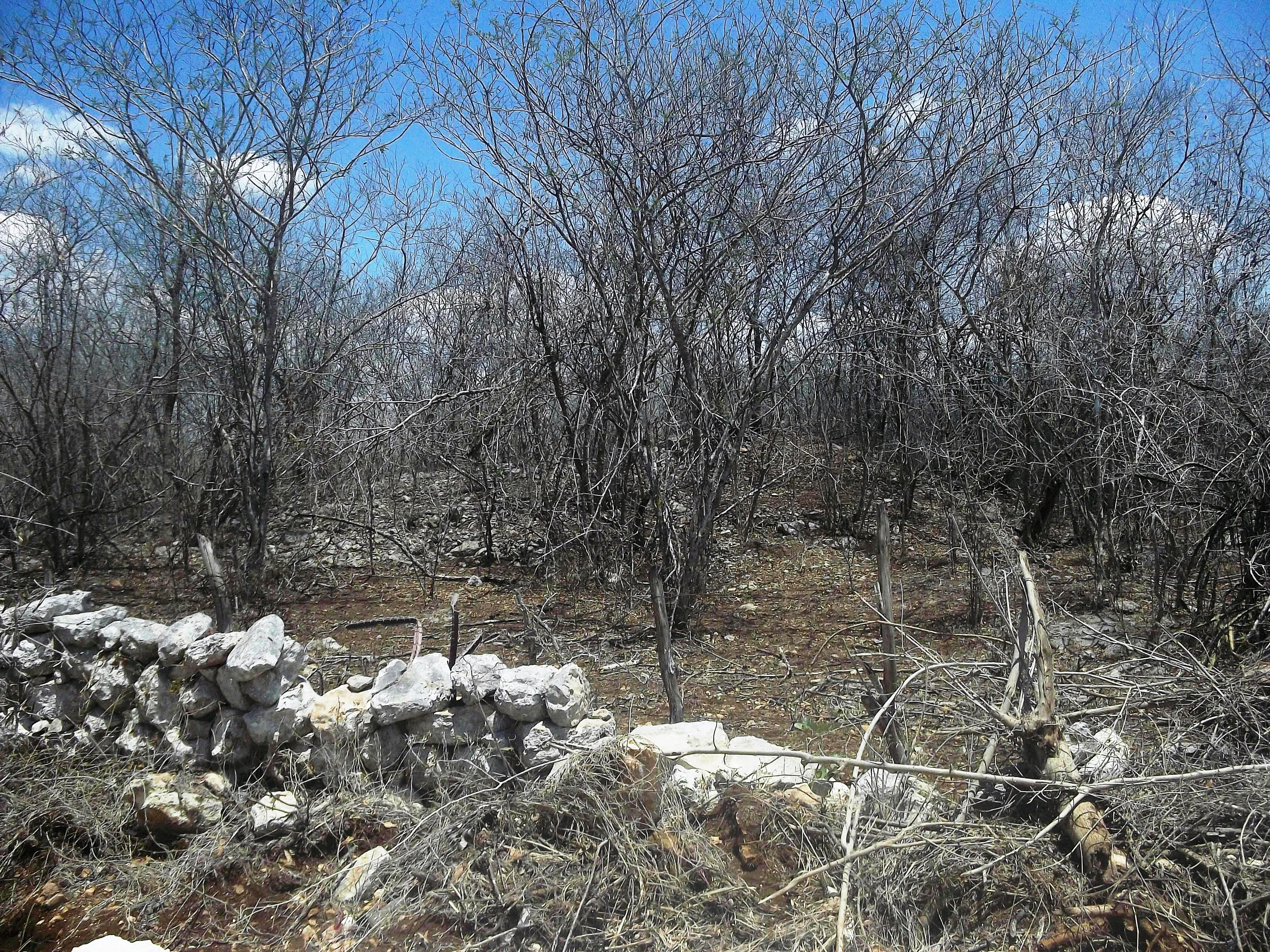
Posibles vestigios arqueológicos.
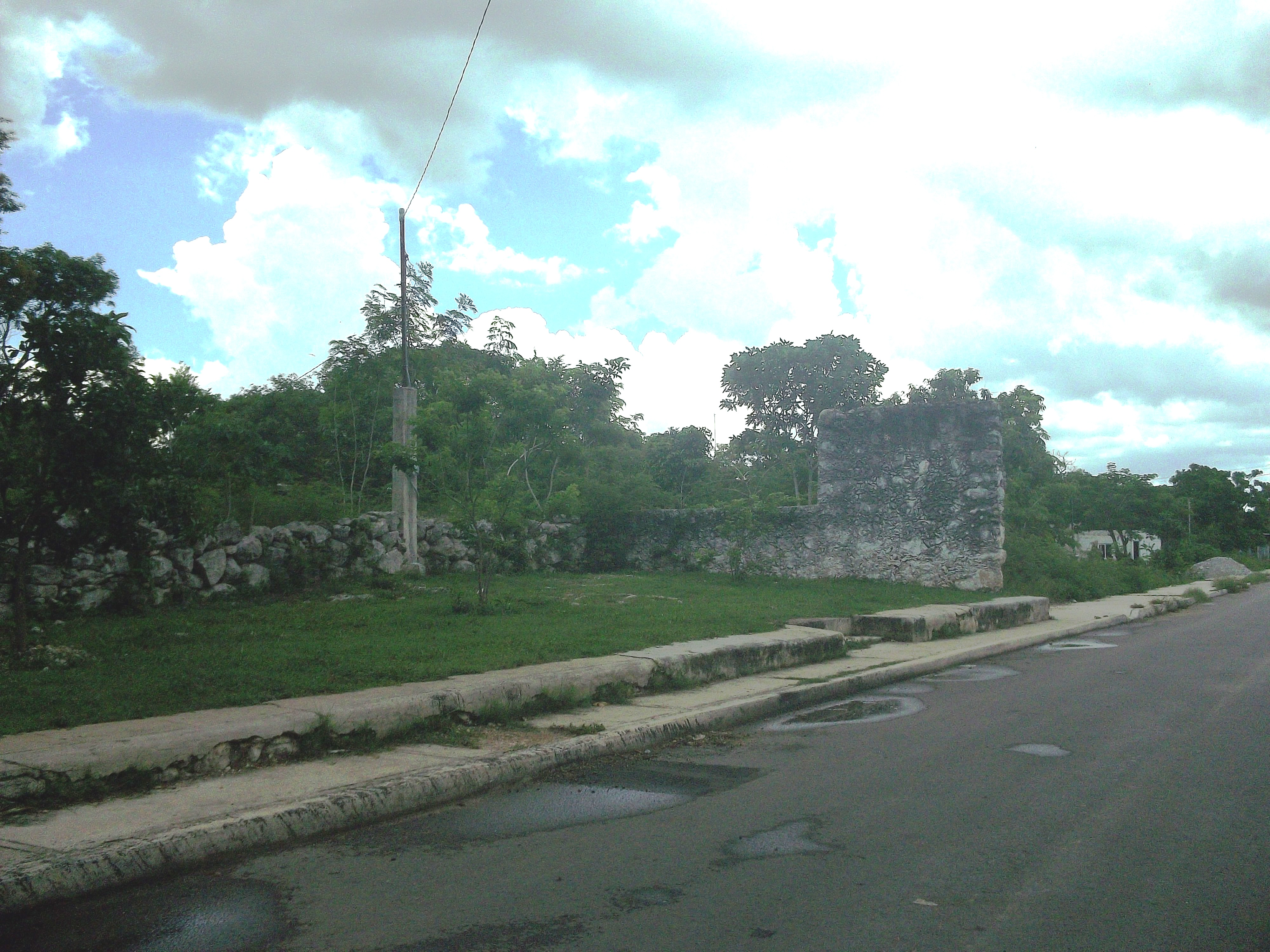
Restos de la estación de trenes.